# Drentse Aa (waterschap)
Het waterschap Drentse Aa was een waterschap in Drenthe. De afwatering was via het Eemskanaal. Het was genoemd naar de belangrijkste rivier in het gebied, de Drentsche Aa. Het waterschap was gevestigd in Rolde.
In dit waterschap waren de volgende waterschappen verenigd: een deel van De Punt (1989), Lappenvoort (1989), een deel van Het Groote Diep (1960), Gasselterveld, Gieterveld, een deel van Glimmen (1989), en een deel van de Westerlanden en Besloten Venen (1989).
In 1995 ging het waterschap, samen met Oostermoerse Vaart op in het nieuw opgerichte Hunze en Aa, dat in 2000 is gefuseerd tot het huidige waterschap Hunze en Aa's.